# Fiducie du patrimoine ontarien
 (mars 2024).
Si vous disposez d'ouvrages ou d'articles de référence ou si vous connaissez des sites web de qualité traitant du thème abordé ici, merci de compléter l'article en donnant les références utiles à sa vérifiabilité et en les liant à la section « Notes et références ».

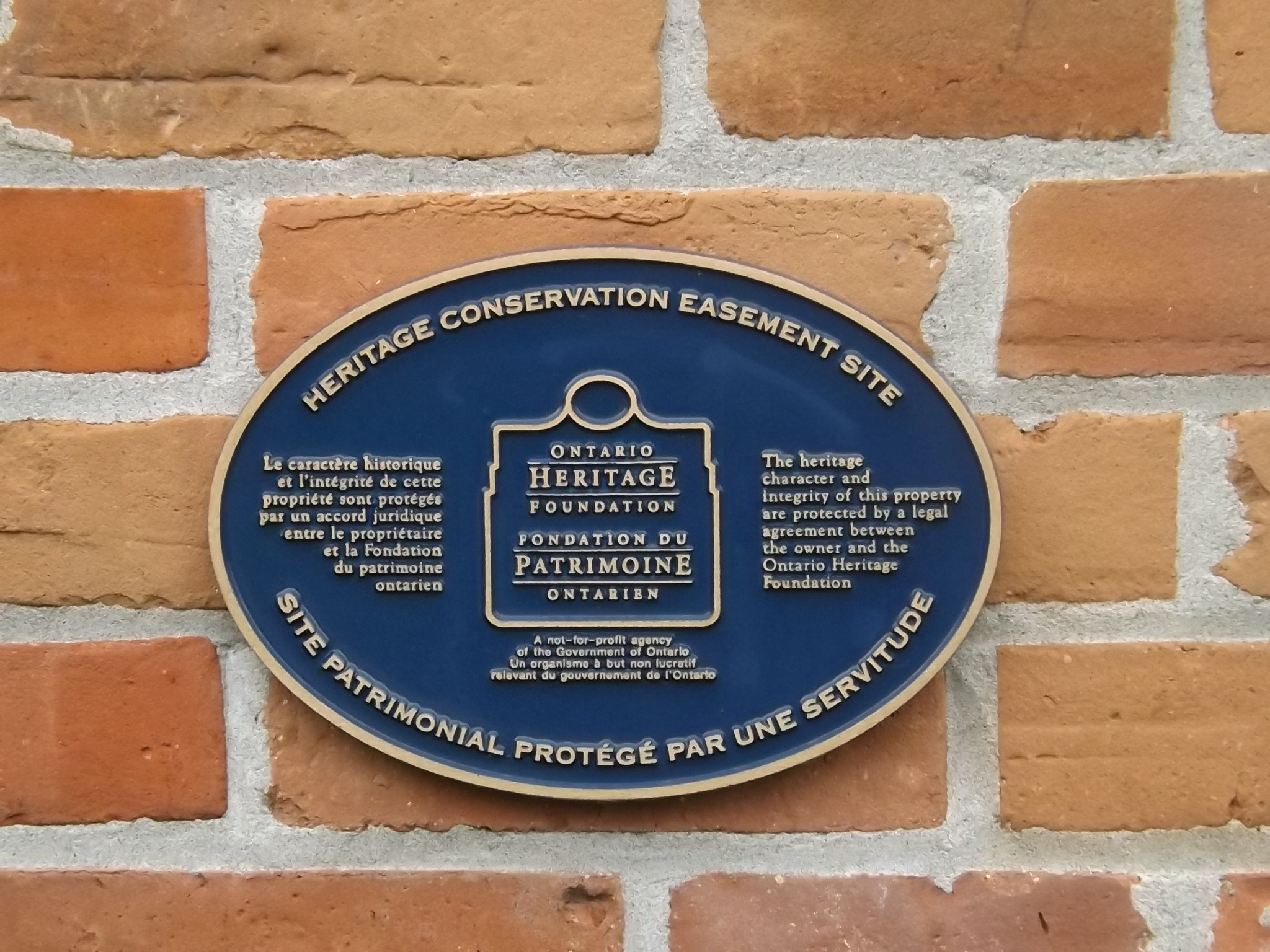
Plaque confirmant la servitude d'un bâtiment sous le système.

La Fiducie du patrimoine ontarien, ou Ontario Heritage Trust en anglais, est un organisme à but non lucratif, dépendant du ministère de la Culture de l'Ontario, ayant pour mission de d'identifier, de protéger, de préserver et de promouvoir le patrimoine de la province de l'Ontario, au Canada.